# Galicia Bilingüe
Galicia Bilingüe es una asociación sin ánimo de lucro apartidista centrada en la comunidad autónoma de Galicia, cuyo objetivo es lograr una política lingüística homologable a la de todas las democracias, principalmente que se pueda elegir la lengua vehicular en la enseñanza, estudiando la otra lengua como asignatura; una educación libre de adoctrinamiento ideológico y partidista; que la administración: Junta de Galicia, Diputaciones y Ayuntamientos ofrezcan la información y la documentación en formato bilingüe; que las subvenciones públicas a los ciudadanos se concedan en Galicia independientemente de la lengua utilizada y que se abra la cultura a los creadores que empleen el gallego y el castellano indistintamente.

## Trayectoria
Galicia Bilingüe está presidida por la profesora viguesa Gloria Lago, y fue creada en 2007 mayoritariamente por padres y profesores preocupados porque el gobierno bipartito en la Junta, en ese momento PSOE-BNG, había aprobado un decreto que encaminaba la educación al monolingüismo en gallego. A esos padres y profesores, se les sumaron más de cien mil ciudadanos que compartían las propuestas de Galicia Bilingüe y firmaron su propuesta.
La oposición a Galicia Bilingüe por parte de grupos nacionalistas gallegos ha sido una constante en la historia de la asociación. La labor de la asociación resulta opuesta a los intereses de los grupos y partidos políticos nacionalistas, lo que ha generado frecuentes amenazas y agresiones.
La asociación se financia íntegramente con las cuotas y aportaciones de sus socios y colaboradores. Galicia Bilingüe ha recibido el apoyo de UPyD y Ciudadanos. El Partido Popular de Galicia, que en un principio había dado su aprobación al decreto de imposición del gallego en la enseñanza, cambió de estrategia, de forma coincidente con el auge de la labor de la asociación. Los dirigentes del Partido Popular, con Alberto Núñez Feijóo a la cabeza, aparecían en actos y conferencias de Galicia Bilingüe para beneficiar sus campañas electorales. Feijóo prometió asumir las principales demandas de Galicia Bilingüe si ganaba las elecciones y, días antes de la jornada electoral, la plana mayor del Partido Popular de Galicia acudió a la manifestación con la que Galicia Bilingüe llenó la plaza de la Quintana de Santiago.

### Manifestación en Santiago de febrero de 2009
La manifestación de Galicia Bilingüe ese 8 de febrero de 2009 tuvo una notable repercusión a nivel autonómico y nacional, con la presencia de numerosas personalidades políticas. Además, algunos grupos de nacionalistas gallegos intentaron impedir la manifestación con violencia, contra los manifestases de Galicia Bilingüe y contra la policía, produciéndose actos de vandalismo y agresiones en la ciudad.
Se produjeron diez detenciones policiales y, finalmente, en 2014 los agresores fueron condenados a una pena total de once años y cinco meses de cárcel por delitos entre los que se incluyen el desorden público y atentados contra la autoridad.
Días después de aquella manifestación, Feijóo gana las elecciones y el gobierno bipartito PSOE-BNG fue desalojado del poder. Dirigentes del PSOE reconocieron el peso del problema lingüístico en su derrota.
Posteriormente el PPdeG da marcha atrás y no cumple su promesa electoral de que los padres de estudiantes gallegos podrían elegir la lengua en la que estudiarían sus hijos, tampoco que se podrían usar los libros de texto en la lengua del alumno.
Una web en la que un grupo de padres afiliados a la asociación querían intercambiar traducciones recibe amenazas por parte de editores de libros de texto en gallego. Los editores afirman que denunciarán a Galicia Bilingüe si esta traduce libros de texto. El sector nacionalista gallego se moviliza, congregando a más de cuatro mil quinientos profesores que se niegan a impartir alguna asignatura en español.

## Situación actual de los derechos lingüísticos
Según la propia asociación, en las principales materias que involucran a la asociación, como enseñanza, subvenciones y administración, la situación de los derechos lingüísticos en Galicia en la actualidad es la siguiente:
1. En la etapa de Infantil no se puede estudiar en lengua materna
2. En Primaria y ESO los alumnos estudian obligatoriamente en gallego las asignaturas con más texto, como Ciencias Sociales y Naturales, Historia, Geografía o Biología. Se pueden estudiar en español Matemáticas, Física y Química y Tecnologías.
3. La administración de la Xunta está dejando de ser exclusivamente monolingüe en gallego, pero algunas concellerías, como la de Educación y Cultura, son reacias a abandonar el monolingüismo en gallego.
4. De acuerdo con ley de subvenciones de Galicia, las subvenciones a empresas, investigadores y particulares están condicionadas al uso del gallego.
5. El programa A Xuventude crea, excluye de las ayudas a aquellos que empleen el español.

## Denuncias de la asociación
Galicia Bilingüe ha realizado campañas de denuncia, como su ponencia ante el Parlamento Europeo de Estrasburgo en 2008 contra varias situaciones que la asociación considera que perjudican a la libertad e igualdad lingüísticas en la comunidad autónoma de Galicia. Sus principales puntos de reivindicación son:
- la financiación desigual de autores y creadores en función de la lengua empleada,[22]
- la ausencia de bilingüismo en los medios digitales de la administración, así como en su comunicación,[23]
- el adoctrinamiento en la enseñanza,[24][25][26]
- la discriminación a quienes empleen el castellano,[27]
- los apoyos y financiación a sectores nacionalistas radicales.[28][29][30]

## Colaboraciones
La asociación ha colaborado con diversas asociaciones con fines similares de otras comunidades autónomas españolas con más de una lengua oficial, Asociación por la tolerancia (Cataluña), Círculo Balear, Plataforma por la Libertad de elección Lingüística (País Vasco), como en su proyecto "Una Ley para todos", un proyecto de Ley de derechos lingüísticos que fue presentado en el parlamento español junto con las demás asociaciones por libertad de lengua de España.
La asociación edita la revista Vosotros, que dirige su presidenta Gloria Lago, una revista sobre cultura y turismo de Galicia, editada tanto en versión digital como en papel en los dos idiomas oficiales de Galicia.